# Cachoeira de Emas
Cachoeira de Emas é um distrito do município brasileiro de Pirassununga, que integra a Região Metropolitana de Piracicaba, no interior do estado de São Paulo. Está localizada em ambas as margens do Rio Mogi-Guaçu., sendo cortada pela Rodovia SP-201. Fazem parte do distrito a Vila Santa Fé (Centro Nacional de Pesquisa e Conservação de Peixes Continentais) e parte da Academia da Força Aérea.

## História

### Origem
O povoado que deu origem ao distrito se desenvolveu ao redor da estação ferroviária de Emas, inaugurada pela Companhia Paulista de Estradas de Ferro em 26/11/1891.
A estação foi construída dentro da fazenda Santa Gertrudes da Barra. Antonio Pais de Barros, então seu proprietário, cedeu gratuitamente a área para o estabelecimento da estação nas terras da fazenda. Ele era também acionista, presidente e diretor da ferrovia.
Posteriormente a fazenda da Barra passou a pertencer a Cristiano Osório de Oliveira Filho. Em março de 1944 a fazenda da Barra passou a pertencer ao Ministério da Aeronáutica e em 2018 abrigava a sede da Fazenda da Aeronáutica de Pirassununga, ao lado da Academia da Força Aérea.

### Formação administrativa
- Distrito criado pela Lei n° 5.285 de 18/02/1959, com sede no povoado de igual nome e com território desmembrado do distrito da sede do município de Pirassununga[4][5].

### Pedido de emancipação
O distrito tentou a emancipação político-administrativa e ser elevado à município, através de processo que deu entrada na Assembléia Legislativa do Estado de São Paulo no ano de 1991, mas como não atendia os requisitos necessários exigidos por lei para tal finalidade, o processo foi arquivado.

## Geografia

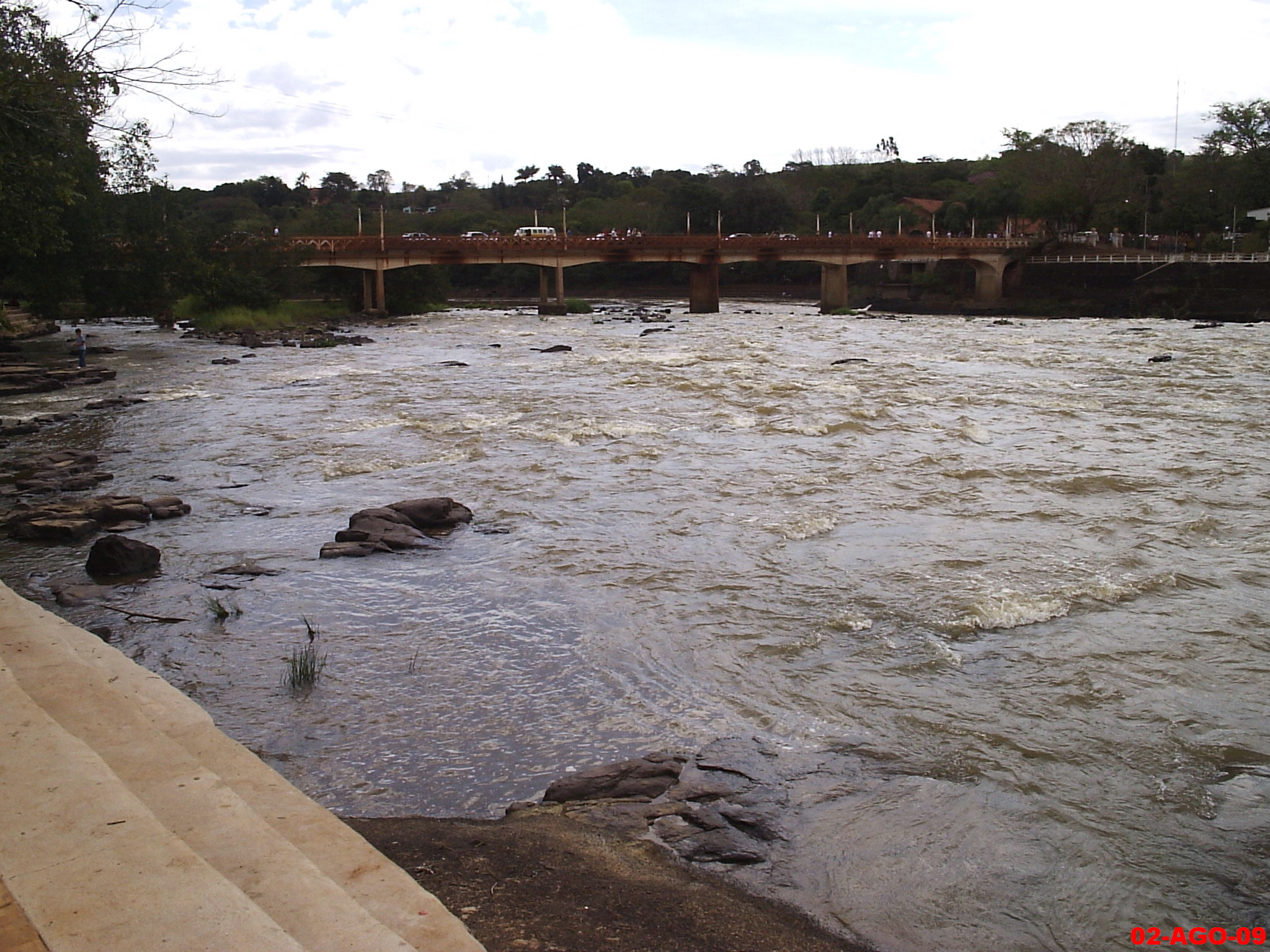
Ponte e Rio Mojiguaçu.

### Localização
Localiza-se a cerca de nove quilômetros do centro de Pirassununga. 

### Demografia

#### População urbana
| Crescimento população urbana | Crescimento população urbana | Crescimento população urbana | Crescimento população urbana |
| Censo                        | Pop.                         |                              | %±                           |
| ---------------------------- | ---------------------------- | ---------------------------- | ---------------------------- |
| 1960                         | 425                          |                              | —                            |
| 1970                         | 776                          |                              | 82,6%                        |
| 1980                         | 797                          |                              | 2,7%                         |
| 1991                         | 3 579                        |                              | 349,1%                       |
| 2000                         | 4 866                        |                              | 36,0%                        |
| 2010                         | 5 654                        |                              | 16,2%                        |
| Fonte: IBGE e Fundação SEADE |                              |                              |                              |

#### População total
Pelo Censo 2010 (IBGE) a população total do distrito era de 6 772 habitantes.

### Área territorial
A área territorial do distrito é de 159,824 km².

### Rodovias
O principal acesso de Cachoeira de Emas é a SP-201, que liga o distrito à Pirassununga e à rodovia SP-215, que dá acesso às cidades de Porto Ferreira e Santa Cruz das Palmeiras.

### Hidrografia
Localiza-se às margens do Rio Mojiguaçu.

## Serviços públicos

### Registro civil
Atualmente é feito no próprio distrito, pois apesar do Cartório de Registro Civil das Pessoas Naturais do distrito ter sido extinto pela Resolução nº 1 de 29/12/1971 do Tribunal de Justiça do Estado de São Paulo e seu acervo ser recolhido ao cartório do distrito sede do município, posteriormente ele foi reinstalado e ainda continua ativo. Os primeiros registros dos eventos vitais realizados neste cartório são:
- Nascimento: 21/01/1962
- Casamento: 08/02/1962
- Óbito: 26/08/1963

### Saneamento
O serviço de abastecimento de água é feito pelo Serviço de Água e Esgoto de Pirassununga (SAEP).

### Energia
A responsável pelo abastecimento de energia elétrica é a Neoenergia Elektro, antiga CESP.

### Telecomunicações
O distrito era atendido pela Telecomunicações de São Paulo (TELESP), que inaugurou a central telefônica utilizada até os dias atuais. Em 1998 esta empresa foi vendida para a Telefônica, que em 2012 adotou a marca Vivo para suas operações.

## Centros de pesquisa

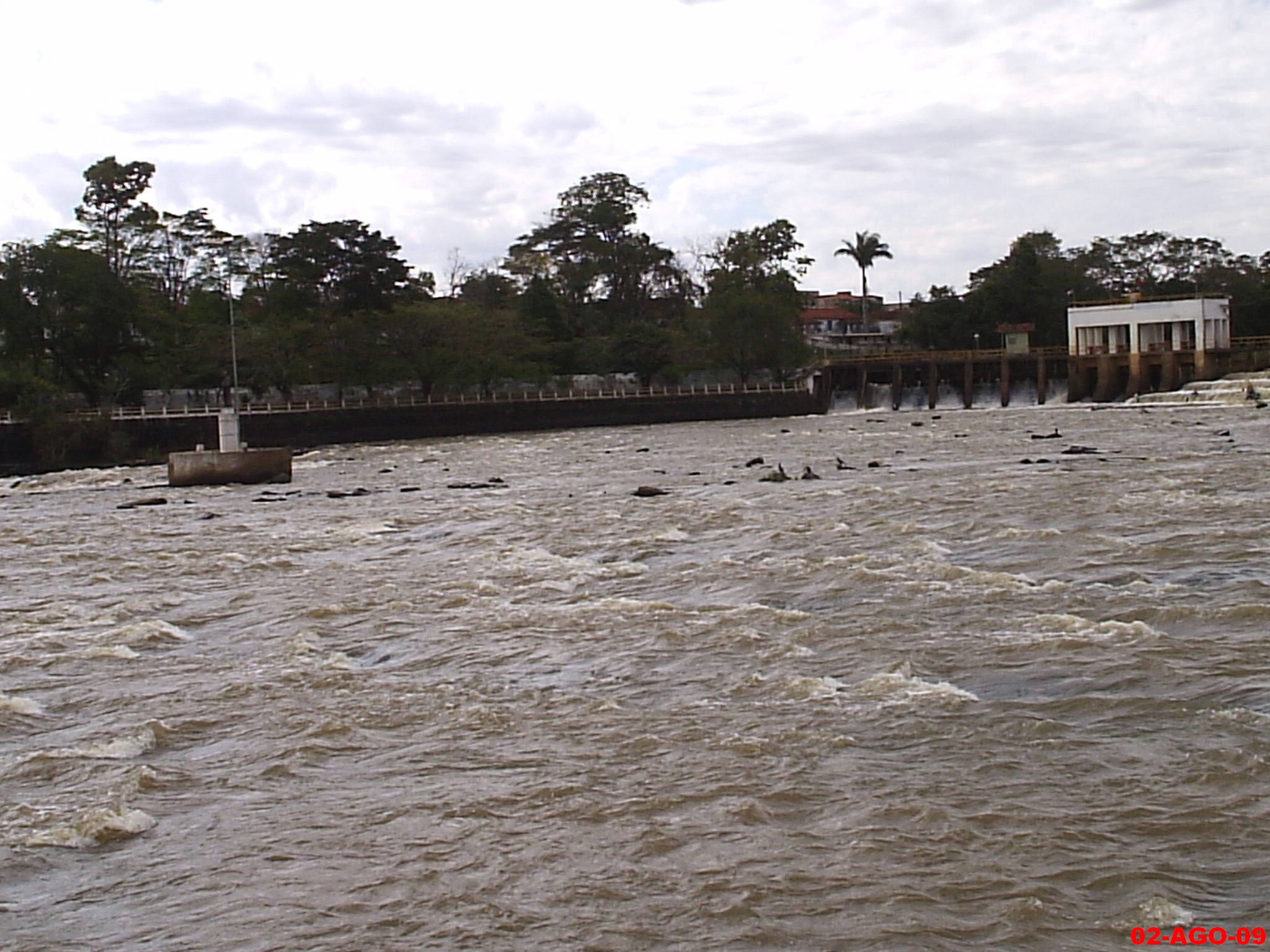
Barragem de Cachoeira de Emas.

O início das pesquisas com peixes e o rio em Cachoeira de Emas deveu-se, inicialmente, ao biólogo e zoologista Rodolpho von Ihering, responsável pela instalação de uma Estação Experimental de Biologia e Piscicultura no distrito nos anos 30, bem como ao trabalho e à persistência do Professor Doutor Manuel Pereira de Godoy. Dentre os diversos trabalhos do Dr. Manuel, um dos mais notórios foi justamente o desenvolvimento de dispositivos junto às barragens (escadas de subida) dos diversos rios brasileiros com o intuito de diminuir ao máximo o impacto na vida aquática, permitindo passagens dos peixes para a reprodução e manutenção dessas espécies.
Ficam no distrito:
- Uma Base Operacional da Polícia Ambiental (Polícia Militar do Estado de São Paulo);
- O Centro Nacional de Pesquisa e Conservação de Peixes Continentais e o IBAMA - referência na América Latina em pesquisa de peixes de água doce;
- Uma Unidade de Pesquisa e Desenvolvimento (o antigo Laboratório de Peixes Fluviais Doutor Pedro de Azevedo) do Pólo Centro Leste da Agência Paulista de Tecnologia dos Agronegócios, da Secretaria de Agricultura e Abastecimento de São Paulo.

## Atrações turísticas

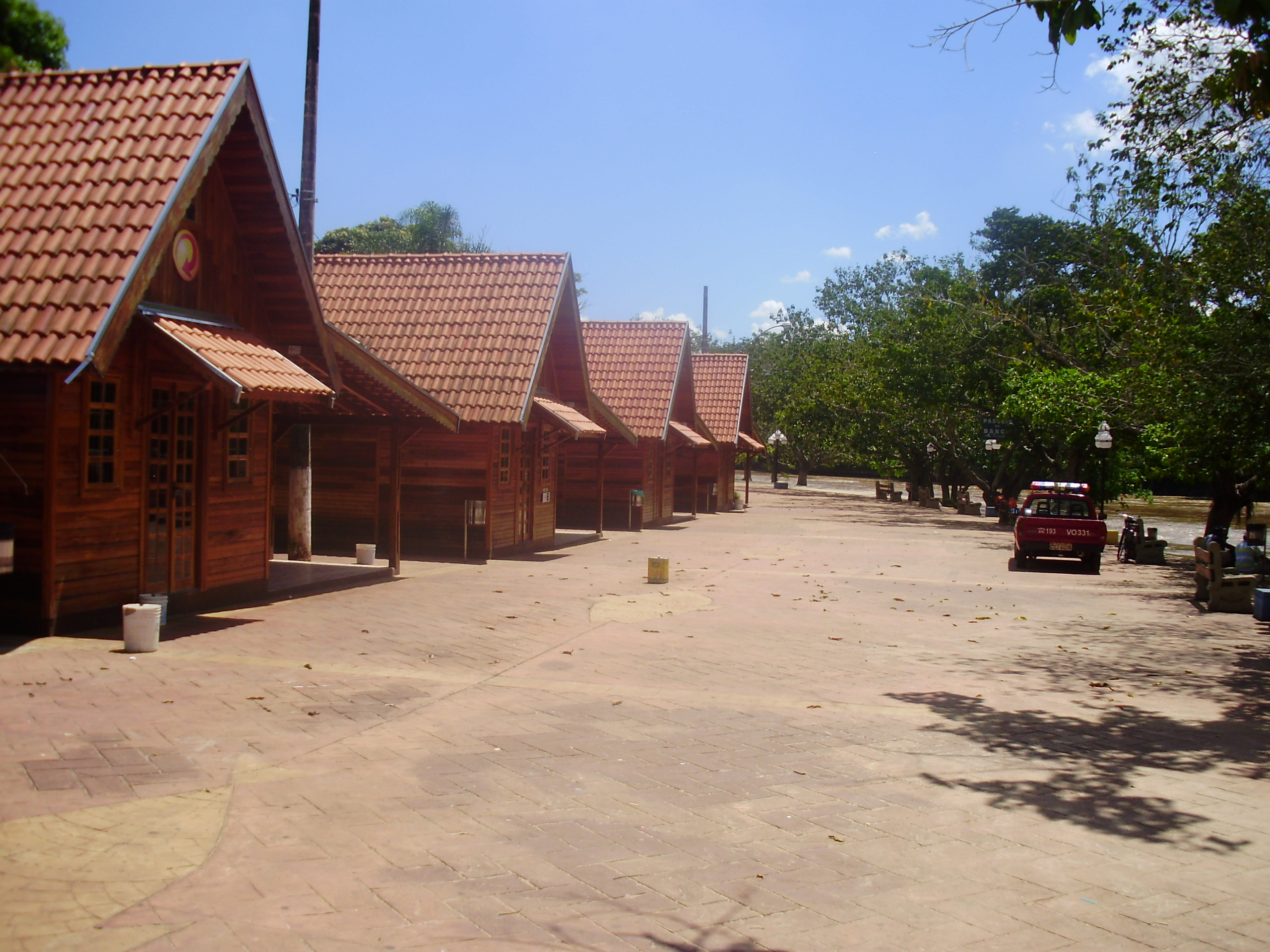
Quiosques

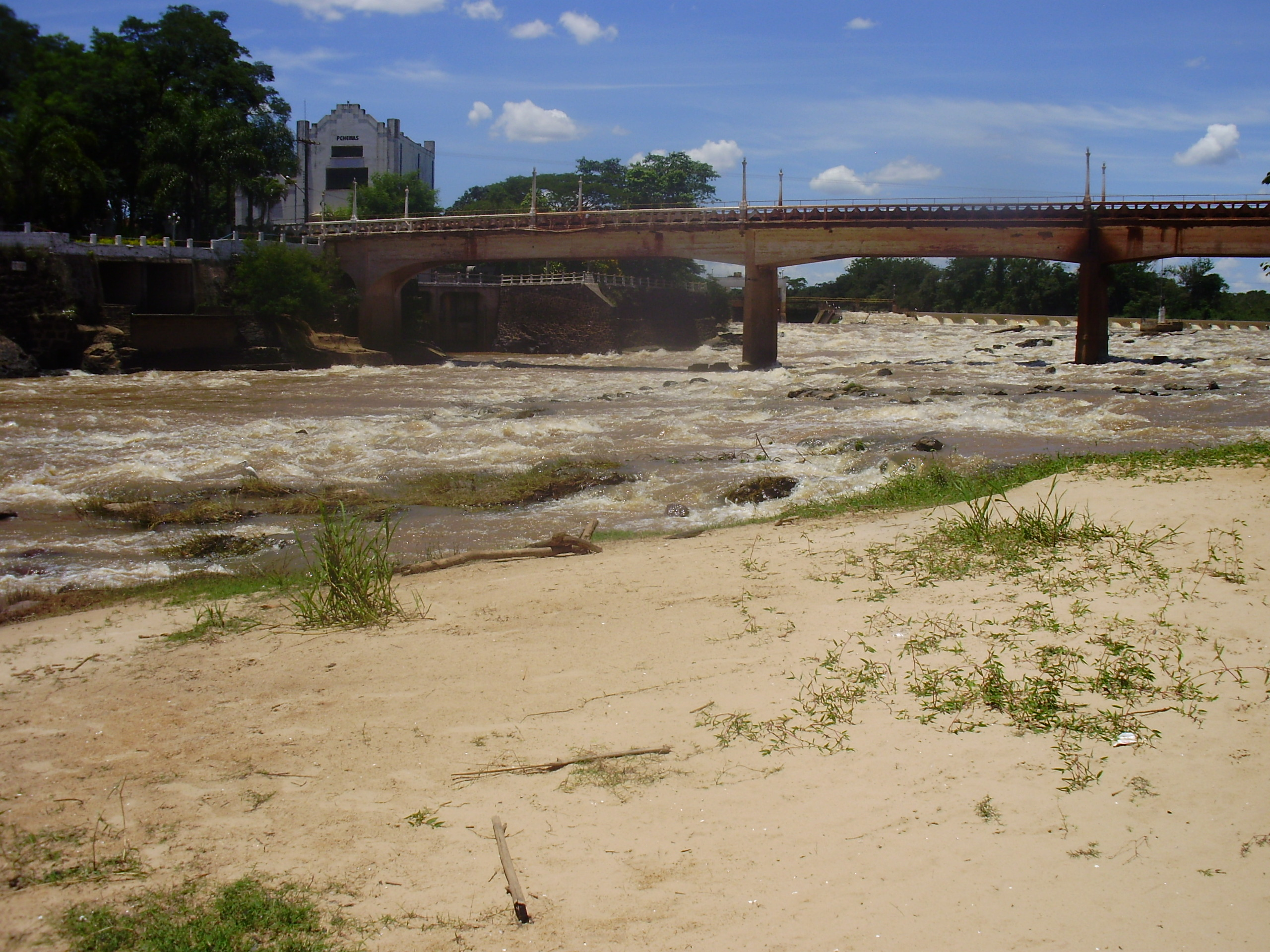
Ponte

Localiza-se numa região com vocação voltada para o turismo e veraneio, sendo muito frequentado por visitantes, com destaque para os integrantes dos diversos Motoclubes do interior paulista, além de pescadores e de romeiros oriundos da vizinha cidade de Tambaú, onde o padre Donizetti Tavares de Lima viveu parte de sua vida. Há a estimativa de que, nos dias de maior frequência, o total diário de pessoas presentes se aproxime de 20 mil visitantes.
O grande destaque e destino dos visitantes são os vários restaurantes e quiosques especializados na culinária à base de peixes. A pesca, dentro dos períodos permitidos pela vigilância ambiental, é uma das principais atrações e, juntamente com o turismo e gastronomia, uma importante fonte de renda para os moradores do local. Os principais peixes são: dourado, mandi, curimbatá e piapara. Porém, na época da Piracema, a pesca é proibida. 
Tem-se, ainda, os locais de destaque no Distrito de Cachoeira de Emas:
- Ecomuseu - desativado;
- Teatro de Arena;
- Ponte Velha - antiga passagem da SP-201;
- Pequena Central Hidrelétrica de Emas (PCH Emas), com sua barragem para a formação do lago e uma "escada" para a subida dos peixes do rio para a desova;
- Centro Comercial;
- Restaurantes e quiosques ao longo das margens;
- EMEI Parque Ecológico;
- Pesqueiros ao longo das margens do Rio Mojiguaçu.

### Usina hidrelétrica

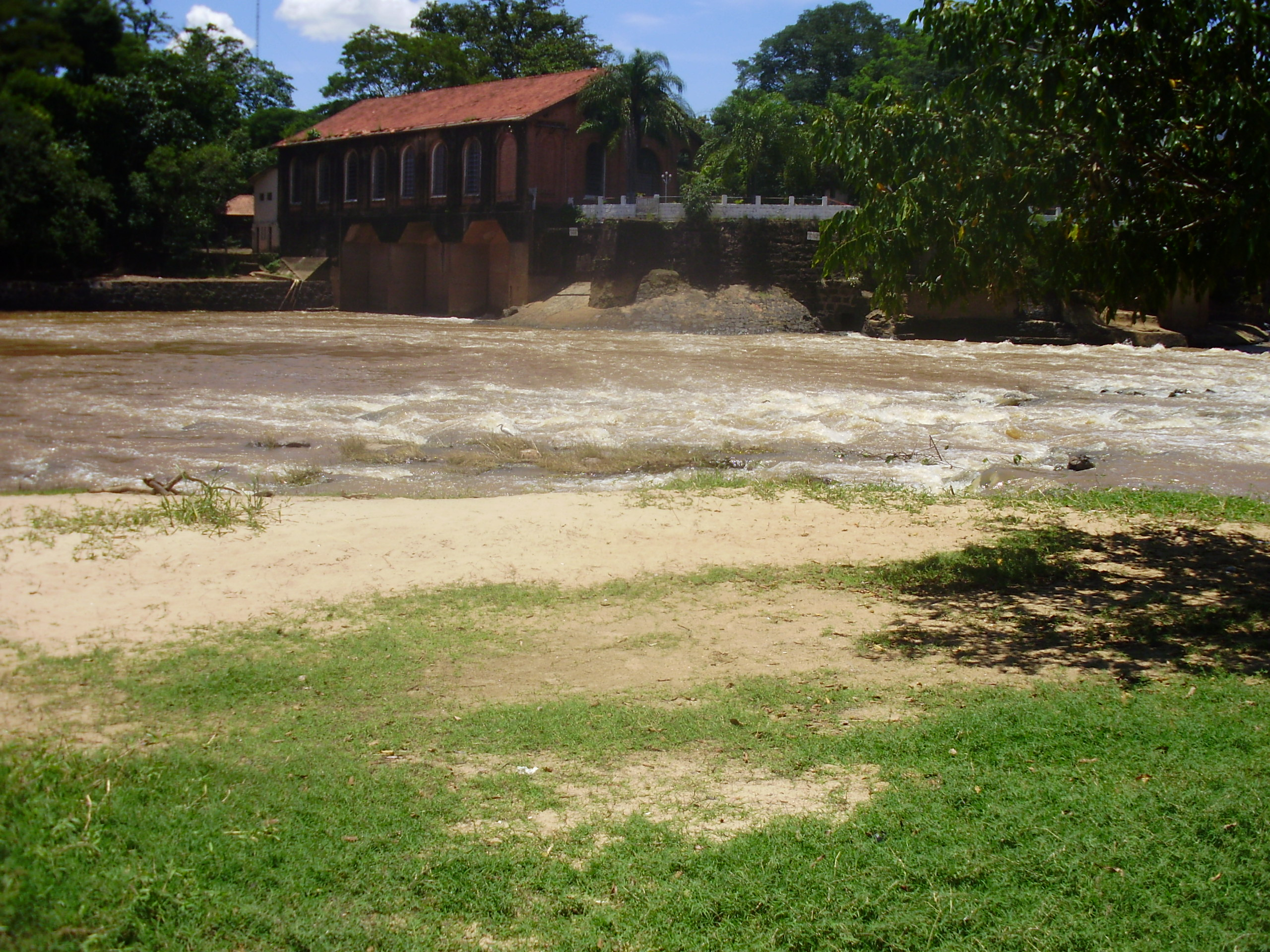
Ecomuseu, antiga Usina Hidrelétrica

A usina (atual PCH Emas) foi construída em 1922 pela Central Elétrica Rio Claro, e operou durante 30 anos. Nos anos de 1936 a 1942, a então Companhia Energética de São Paulo – CESP construiu a nova casa de força e a estação passou a produzir 3,3 megawatts de energia.
Alguns problemas ocorreram no caminho como as enchentes de 1970 que deixou a usina inoperante até 1974 e um problema mecânico que deixou o local parado de 1975 a 1983. Em 1987, aconteceu a desativação definitiva da usina por deficiências de operação e geração. Em 1998 aconteceu a transferência de outorga de concessão da CESP para a Elektro, que não conseguiu aproveitá-la.
Em 2007, foi dada concessão de serviço público à Aratu Geração. Após 9 anos, o projeto foi finalmente cadastrado e agora está apto a participar de leilões da Agência Nacional de Energia Elétrica – ANEEL.
A Empresa pretende se utilizar somente da chamada “Usina Velha”, onde hoje se localiza o Ecomuseu Dr. Fernando Costa (desativado desde 2010). No projeto estão previstas as construções de uma nova barragem na queda d’água do rio Mogi Guaçu (com 12 comportas vagão, 15 comportas basculantes), além de redimensionamento da escada para subida dos peixes e barragem de concreto.

## Cultura
No distrito, também, realiza-se, anualmente, os shows da Fenacema (Festa Nacional da Piracema) no mês dezembro e, no último sábado do mês de janeiro, o conhecido "Passeio de Bóias" até a cidade de Porto Ferreira, descendo o Rio Mogi-Guaçu.

## Religião

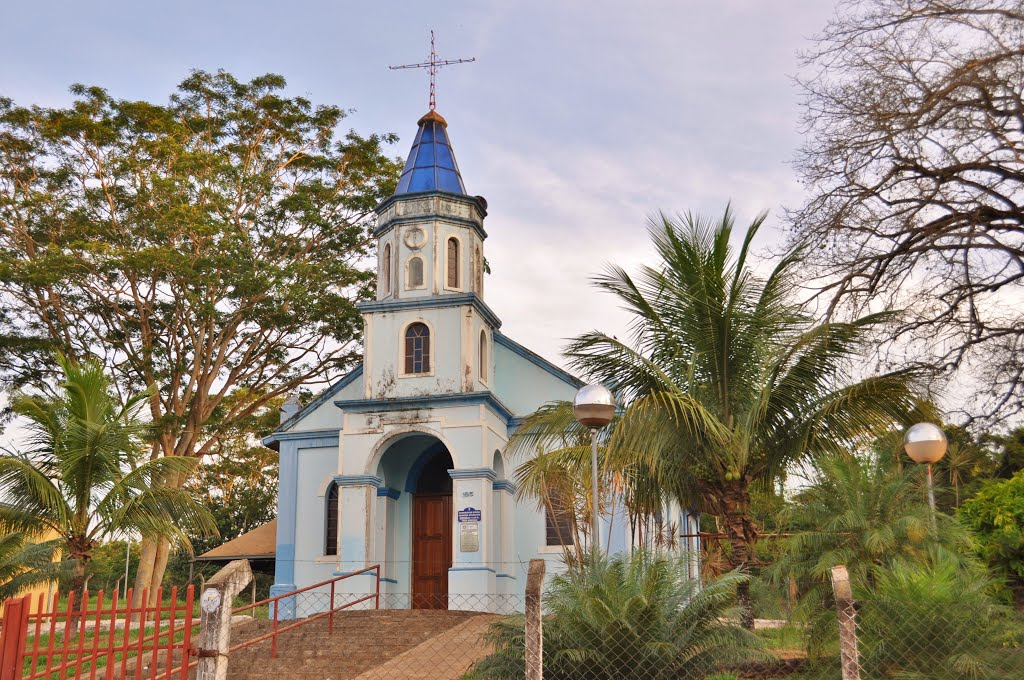
Igreja.

O Cristianismo se faz presente no distrito da seguinte forma:

### Igreja Católica
- A igreja faz parte da Diocese de Limeira[19].

### Igrejas Evangélicas
- Congregação Cristã no Brasil[20].